# РД-869
РД-869 - радянський рідинний ракетний двигун, призначений для блоку розведення боєголовок МБР.
У 1976 р. у ході створення МБР 15А18 розпочалися роботи з розроблення чотирикамерного двигуна РД-864, що працює на АТ і НДМГ за схемою без допалювання генераторного газу. Двигун забезпечив роботу на двох режимах: основному й дросельованому з багаторазовим (до 25 разів) перемиканням з одного режиму на інший. Для цього двигуна були вперше розроблені і застосовані агрегати регулювання на зустрічних струменях високого тиску, що відрізняються високою точністю і швидкодією.
Модифікацією цього двигуна став двигун РД-869 для МБР 15А18М, що має ще кращі характеристики.